# Zap (série télévisée)
Pour les articles homonymes, voir Zap.
 (juillet 2019).
Si vous disposez d'ouvrages ou d'articles de référence ou si vous connaissez des sites web de qualité traitant du thème abordé ici, merci de compléter l'article en donnant les références utiles à sa vérifiabilité et en les liant à la section « Notes et références ».
Zap est une série télévisée jeunesse québécoise en 56 épisodes de 45 minutes diffusée entre le 29 octobre 1993 et le 23 juin 1996 sur Radio-Québec puis rediffusée à la Télévision de Radio-Canada.

## Synopsis
Le quotidien des élèves et du personnel de l'école secondaire Zéphyrin Armand Pépin (ZAP). Karine, 16 ans, colle en troisième secondaire en raison de problèmes d'apprentissage. Son ex-petit ami, Jonathan, a choisi de se réfugier dans les bras d'Isabelle, fille de bonne famille, dont le frère, Vincent, subit les mauvaises influences d'Antoine, qui s'enfonce dans la délinquance. Malgré la présence des professeurs investis et déterminés, les adolescents de l'école ZAP connaissent tour à tour problèmes de taxage, de décrochage, de dépendances et de manque d'amour.

## Fiche technique
- Réalisation : Régent Bourque, Stéphan Joly et Yvon Trudel
- Scénaristes : Diane Cailhier, Geneviève Lefebvre, Jean-Paul Le Bourhis, Joanne Arseneau, Nathalie Petrowski, Olivier Reichenbach, René Gingras, Suzanne Mancini-Gagner et Francine Tougas
- Société de production : Productions du Verseau
- Lieu de tournage : École secondaire Antoine de Saint-Exupéry à St-Léonard, au nord de Montréal.

## Distribution
- Marie-Claude Lefebvre : Karine Fauteux
- Caroline Dhavernas : Isabelle Daigneault
- Antoine Toupin : Vincent Daigneault
- Pierre-Luc Brillant : Jonathan Rouleau
- Michel Daigle : André Levasseur
- Danielle Proulx : Michèle Viau
- Patrice Godin : Yvan Lemire
- Johanne Fontaine : Monique Sinotte
- Anouk Simard : Catherine Sylvestre
- Yvan Ponton : François Daigneault
- Mathieu Grondin : Antoine Dessureault
- Sylvie-Catherine Beaudoin : Florence Valois
- Marie Bégin : Myriam Lafrance
- Jean-Pierre Matte : Hugues Daudelin
- Andy Leblanc : Philibert Vidolin
- Maxime Collin : David McKay
- Maxime Tremblay : Philippe Parisi
- Claude Prégent : Henri Thériault
- Johanne Degand : Josée Augustin
- Jacques L'Heureux : Denis Fauteux
- Jean-Guy Bouchard : Ghyslain Dessureault
- Corinne Chevarier : Élise Audet
- Jean-René Ouellet : Germain Claveau
- Delphine Piperni : Sandra Riverain
- Marc-André Coallier : Mario Lemieux
- Michel Forget : Joseph Dessureault
- Frédéric Pierre : Justin Désir
- Grégoriane Minot-Payeur : Roxanne Fleury
- Tobie Pelletier : Xavier Péloquin
- Than Phon Trieu : Khiem Dao
- Jonathan Cabana : Louis Desmeules
- Sarah Pagé-Lapointe : Maude-Sophie
- Violaine Gélinas : Cynthia
- Annette Garant : Hélène Routhier
- Maridouce Blanchet : Alicia Lopez
- Kim Lambert : Vanessa Dao
- Ariane Bourbonnière : Magdalena
- Antoine Durand : Gilles Forest
- Alexandre St-Martin : Manu
- Sylvain Massé : Pierre, Johny
- Sandra Fernandes : Figurante, tous les épisodes

## Saison 1
[29 octobre 1993- 27 février 1994] Reprise le samedi suivant, 19 h.
1. La Guitare de Jimi [C'est le début des classes à l'école Zéphirin A. Pépin, dite ZAP. Les amours de Jonathan et d'Isabelle entrent dans une zone de turbulence. Karine une ex de Jonathan qui connaît sa frivolité, observe le manège de loin. Une mystérieuse guitare, signée de Jimi Hendrix apparaît et disparaît du casier d'Antoine.]
2. Les Malheurs de Karine [Jonathan pourra-t-il longtemps cacher les marques de son Infidélité? Karine fait les frais des humeurs d'un prof déprimé, des avances de Gino, des commentaires acerbes de Khlem. Elle en a ras le bol.]
3. Secrets et Confidences [Les enfants Daigneault déroutent leurs parents. Karine trouve une mystérieuse source de revenus qui provoque un affrontement entre elle et sa mère. Isabelle aura-t-elle enfin ce qui s'est passé entre Karine et Jonathan.]
4. La Mutinerie [Le théâtre soulève des passions, cette année. Les acteurs, Philippe Parisi en tête, refusent la pièce d'Henri. Profitant d'une audition, Isabelle règle ses comptes avec Jonathan, et décide de prendre ses distances de Karine à l'origine de sa rupture avec Jonathan.]
5. La Menace [La remise des bulletins ne s'annonce pas rose pour Vincent. Moment de vérité aussi pour Karine que Mlchelle songe à changer de groupe. Coup de théâtre chez les Dessureault, où Antoine assiste, Impuissant, aux querelles de ses parents.]
6. Le Jazz des Mouches [Secouée par la possibilité d'être changée de classe, Karine essaie de remonter la pente; les menaces des propriétaires d'une mystérieuse voiture planent toujours sur elle. Pendant ce temps, Isabelle se trouve coincée entre l'arbre et l'écorce, lorsqu'elle est invitée par Philippe au même party que Jonathan.]
7. Le Château Fort [Branle-bas à l'école devant ses actes d'indiscipline et de violence. Les nouvelles résolutions de Karine ont mis à rude épreuve devant la hargne de Germain. Ça éclate chez les Dessureault et Antoine est pris dans la tourmente.]
8. Des Larmes en Hiver [Karine se retrouve de nouveau sur la sellette. Rien ne va plus pour elle, autant à l'école qu'à la maison. Isabelle décline l'offre qui lui est faite par Henri de tenir le premier rôle de la pièce de théâtre, quand elle apprend que Jonathan tiendrait celui du soupirant. Antoine et Vincent font l'école buissonnière.]
9. Meilleurs Vœux [Noël approche et on se retrouve en pleine effervescence: Monique est sans nouvelles de Karine. Elise doit quitter son appartement et Antoine s'apprête à passer son premier Noël d'enfant de parents divorcés. Réveillon-surprise chez Yvan.]
10. Pour le Meilleur et pour le Pire [Élise n'en peut plus. Mener de front sa vie de mère, ses études et sloblnes de misère lui donnent des migraines. Elle songe sérieusement à laisser l'école. Yvon s'en mêle. Françols Daigneault commence à trouver l'amitié d'Antoine et de Vincent un peu lourd.]
11. La Tendresse des Crustacés [Tout va mal aujourd'hui pour Isabelle. Non, pas vraiment. Elle est plutôt un peu mêlée. Que c'est difficile de faire des choix! L'ombre de Karine plane. Yvon l'a aperçue, la nouvelle se propage… la rumeur se rendra-t-elle à Monique?]
12. Le Retour de L'enfant Terrible [Devenus adolescents, les enfants de François Daigneault lui réservent bien des surprises. Isabelle apprend des brides de l'aventure de Karine. Cette dernière ne trouve pas la force de retourner l'école où on l'attend de pied ferme. Vincent se vide le cœur face à son père et Antoine se fait piéger dans son paradis.]
13. En Toute Confiance [La suspension d'Antoine crée des remous. La vie quotidienne d'Yvan avec sa coloc. Élise commence à être lourde. Sandra, qui est la nouvelle metteure en scène, brouille joyeusement les histoires amoureuses. L'explication entre Karine et Yvon a enfin lieu]
14. L'Arroseur Arrosé [De beaux moments pleins de vie, de brouhaha et de vilains tours dans les classes de Nathalie Morneau et de Gilbert Forest. Un événement imprévu bouleversera l'école et perturbera les plus jeunes.]
15. Le Saut de L'ange [Hugues Daudelin a une nouvelle flamme dans les yeux et bien des étudiants en devinent la cause. Élise boucle une étape, alors que Karine essaie d'attirer l'attention de sa mère accaparée par son nouveau chum et sa nouvelle situation de chômeuse. Règlements de comptes entre Germain et quelques étudiants.]
16. L'Inaccessible Étoile [Moments magiques au théâtre. Moment unique et troublant dans la vie d'Isabelle la passion l'emporte sur la raison. Les perspectives d'avenir d'Antoine nous donnent des frissons d'angoisse…Et c'est la fin de l'année à l'école Zéphirin A. Pépin]

## Saison 2
1. La Rentrée [C'est la rentrée à l'école ZAP. Les nouvelles amours de Michelle Viau et d'Hugues Daudelln suscitent les sarcasmes de Germain Claveau. Antoine commence l'année en lion et réussit à se faire remarquer dès la première tournée d'école. Mais qu'arrive-t-il donc à Karine? Serait-ce ses nouvelles amours qui la bouleversent ou quelque chose qu'elle n'ose encore avouer à personne?]
2. Une Bouteille à la Mer [Karine crée un choc autour d'elle en annonçant qu'elle est enceinte. Les réactions ne sont pas toujours celles qu'elle aurait souhaitées. Les jeunes de la troupe de théâtre n'osent y croire: Henri semble vouloir récidiver avec une idée de pièce qu'il aurait concoctée pendant ses vacances. Mais Henri, en vieux renard, leur réserve une surprise.]
3. Un Cri du Cœur [Karine apprend une mauvaise nouvelle et jongle avec l'idée de travailler à temps plein. La date des élections approche et Philippe Parisi est prêt pour être élu président du conseil étudiant.]
4. Seize ans [Karine à seize ans. Pas encore majeure mais assez vieille pour choisir de rester ou non à l'école. Une surprise l'attend. Yvon serait-il soudainement devenu millionnaire? Tout, dans son air, mènerait à le croire.]
5. L'Art de Dresser Les Tigres! [Élu depuis peu a la présidence du conseil étudiant, Philippe a décidé, envers et contre tous de doter l'école Zap d'une radio étudiante. Pendant que ses parents essaient de régler leur divorce, Antoine qui a créé le vide autour de lui en est réduit à s'accrocher à Philibert Vidolin. En croisant une vieille connaissance, Karine doit composer avec un passé qu'elle croyait enseveli.]
6. Le Dérobade [Antoine s'isole de plus en plus ira-t-il jusqu'à voler un vélo? Isabelle préoccupée par ses résultats scolaires, renonce ou théâtre. Et chez les Daigneault, rien ne va plus.]
7. La Face Craquée de la Lune [Karine est-elle reparti à l'aventure? David et Vincent passent une nuit blanche qu'ils n'oublieront pas de sitôt. Élise s'ennuie de son coloc.]
8. Rendez-vous des Amours Impossibles [Dans une école peuplée de sorcières, de fantômes, d'anges et de revenants, la radio Zap vit enfin ses premiers balbutiements. Ce projet tant attendu sera-t-il l'affaire d'un jour ou le de but d'un temps nouveau?]
9. Les Cavaliers Solitaires [Ça brasse du côté de la radio étudiante! Jonathan a décidément une drôle d'attitude. Même Isabelle, qui le connaît bien, se pose des questions. Par ailleurs, Antoine continue de s'isoler. Sa réconciliation avec Vincent ne l'empêche pas de ruminer de bien sombres pensées]
10. Seulement Pour L'Éternité [Le déménagement précipité de Jonathan ne laisse personne indifférent. Isabelle a le cœur gros. Karine s'active et la pousse sur le chemin de l'aventure. Branle-bas de combat du côté de la radio: on doit trouver un remplaçant à Jonathan. Rudy Caya du groupe Vilain Pingouin s'amène à l'école pour l'inauguration avec Denis Fortin de CKOI-FM.]
11. Larguez les Amarres [Ça va décidément très mal pour Antoine. Ses copains ne le comprennent plus. Myriam convoque les parents. Antoine se retrouve dans de sales draps et c'est l'école qui, finalement, viendra à sa rescousse… de justesse!]
12. Une Chose à la Fois [À son retour de Rimouski. Isabelle, toute dans sa bulle, est brutalement confrontée au chômage de son père. Monique, dont l'assurance-chômage tire à sa fin, s'étonne des talents cachés de sa fille.]
13. Vaincre les Dragons [Antoine émerge de sa crise et retrouve enfin ses amis. Son grand-père Joseph, que Florence accueille chez elle, parle à Ghyslaln. Philibert, dont le père est mourant, vit des moments difficiles. L'amitié d'Antoine lui sera d'un précieux secours. Enfin, à l'école, Antoine aura une rencontre surprenante avec son ennemi de toujours, Germain Claveau.]
14. Quand Je Ferme les Yeux [L'école offre un stage de formation aux responsables de la radio étudiante. Justin décline l'offre. Yvan annonce a Élise que sa décision est prise, il s'inscrit en foresterie au cégep de Baie-Comeau. Comment réagira sa coloc? Karine tente de prendre dans ses filets le beau Xavier Péloquin]
15. Contre Vents et Marées [Monique ayant des projets de voyage, Karine risque de se retrouver seule à Noel. Une belle surprise vient égayer le dîner du jour de l'an d'Isabelle. À la mort de son père, Philibert redécouvre ses vrais amis, Vincent, David et Antoine. L'amour vient jouer un bien joli tour à Yvon et Élise.]
16. Couper le Cordon [À la remise des bulletins tout notre petit groupe de deuxième secondaire est en difficulté pour différentes raisons.]
17. La Théorie des Catastrophes [Qu'est-ce qui se passe dans la classe d'histoire de Germain Claveau? Les résultats ont été mauvais et la moyenne de sa classe est nettement inférieure a celle des autres classes de 4e secondaire.]
18. Ah, Les Pères [Depuis que François est au chômage. Il suit de près Vincent: celui-ci est excédé. Isabelle donne toute une frousse à ses parents et la vie le lui rend bien. L'incartade de sa sœur aînée n'a pas l'air de déplaire à Vincent. Par ailleurs, Antoine s'étonne de la folie et de la sagesse de son grand-père.]
19. Le Plomb dans L'Aile [Le local de la radio a été pillé pendant la nuit. Consternation générale. Le sort semble s'acharner sur Isabelle: Chez les décrocheurs, un événement rituel s'annonce: plusieurs finissent leur 5e secondaire et tous les finissants sont invités à poser pour la postérité. Yvan et Élise ont une nouvelle de Baie-Comeau qui réoriente leur destin.]
20. Les Mirages du Cœur [Antoine se serait-il remis à faire des siennes? Malgré ses efforts de dissimulation, son trouble n'échappe pas au regard bienveillant mais lucide de son grand-père. Karine rêve d'un avenir qui ne plaît pas trop à sa mère. Un événement inattendu remet en question les projets de vacances d'Isabelle.]

## Saison 3
1. L'Âge Tendre [Les jeunes rentrent à l'école. On y retrouve Isabelle et Xavier filant le parfait amour depuis quatre mois. Mais l'ombre de Jonathan, qui a décroché et demeure dans une petite piaule, plane sur ses amis. Karine commence une formation professionnelle. La prof Hélène Routhier aura-t-elle amadouer? Yvan et Élise hébergent David et continuent leurs études au secteur professionnel]
2. À Vos Risques [Antoine a l'œil sur Alicia mais vit un malentendu avec Vincent. Pour lancer le financement du bal des finissants. Philippe organise une vente de ballons 'capotes', mais il procède de manière à s'attirer des ennuis. Xavier pose à Isabelle une question trop hâtive pour elle.]
3. Quand le Bonheur des Uns Fait le Malheur des Autres [Karine malgré sa bonne volonté, réussit à mettre sa mère en rogne. En infographie, on tolère mal ses impatiences Henri lui réserve une surprise. Pas facile pour David de faire son territoire chez Yvan et Élise. II tombe bien mal pour inviter ses amis le jour de la fête de Maude-Sophie.]
4. Vivre la Vie [Tensions entre Xavier et Isabelle. David fait une gaffe: Yvan se demande s'il ne le renverra pas chez ses parents. Karine et Elise visitent des entreprises. François Daigneault, sans emploi depuis plusieurs mois, pense à vendre la maison. Justin fait une demande à Vincent qui étonne.]
5. Gentille Alouette [Antoine passe la fin de semaine dans un camp de chasse avec son père, mais l'aventure tourne au vinaigre. Il en revient amèrement déçu mais tente de le cacher. Entre-temps, on commence à planifier le bal. Isabelle et Xavier sortent avec Sandra et Philippe.]
6. La Vie D'Artiste [Jonathan traverse un moment difficile, mais ses amis ne le lâchent pas. et Henri non plus. Isabelle se sent responsable des réactions de Xavier. Karine ne sait pas sur quel pied danser avec Monique. Henri, avec sa classe de 5e secondaire, cherche à définir ce qu'est un héros.]
7. L'Orage [Rien ne va plus pour Isabelle. Elle a décidé de rompre avec Xavier qui ne la laisse plus respirer. Elle reçoit le support de ses proches, mais la séparation lui pèse.]
8. La Vie Privée [Antoine s'est fait de nouveaux amis en dehors de I'école et adopte d'étranges conduites. Il échappe de plus en plus au contrôle de sa mère laisse tomber Alicia et David avec qui il projetait de préparer une émission de radio.]
9. La Magie de la Musique [Jonathan est heureux d'avoir repris contact avec sa famille. Karine organise un surprise party pour lui. Isabelle convaincra-t-elle Xavier de venir, sinon de la laisser y aller? C'est pas facile entre Karine et sa mère. Le projet d'un band prend forme. On convainc Vincent d'en faire partie. Justin propose une 'lead guitar'.]
10. La Guerre [Antoine se fait apostropher par son père mais ni l'un ni l'autre ne veulent d'un travailleur social. Florence est convoquée à école et elle confie son impuissance. Antoine est finalement ramassé par la police Maude-Sophie est malade et Yvan panique il réalise comment il lui est attaché. Philippe n'arrive plus rencontrer tous ses engagements.]
11. Demain, La Vie [Noël approche Antoine, continue de fréquenter l'école mais il est placé dans un foyer de groupe, il s'en ouvre à Henri. L'éducateur le rencontre avec ses parents mais Ghislain est mal à l'aise. Après ses débuts cahoteux, il s'intègre en douce et s'y fait un ami.]
12. Le Vertige [La jalousie de Xavier et son besoin de contrôle atteignent leur sommet au party de lancement du band Isabelle décide de prendre un 'break' et ses amis la soutiennent. Malgré les conseils de Justin et de Germain, Xavier s'entête tellement à ne pas respecter le besoin d'Isabelle que François s'en mêle. Isabelle va-t-elle tenir le coup?]
13. La Saint-Valentin [Antoine réintègre progressivement la maison. A l'école, on fête la Saint-Valentin. Xavier, malheureux, gâche la journée d'Isabelle déjà inquiète à cause du cégep. Vincent profite pour envoyer un mot doux à une fille très réceptive.]
14. Chaleur Humaine [Février, les 5e secondaire envoient leur demande au cégep. Chacun soupèse son chou avec angoisse, surtout Philippe qui ne sait plus quoi faire Yvan aussi se pose de sérieuses questions sur son avenir. Karine rencontre son père quelle n'avait pas vu depuis trois mois.]
15. Le Temps Suspendu [L'école est fermée pour cause de tempête, mais ceux qui étaient déjà là décident d'y rester.]
16. La Lame de Fond [En 5e, les filles magasinent leur robe de bal, le choix n'est pas facile. Avec qui Isabelle irai elle au bal ? Jonathan est a l'éducation des adultes et côtoie davantage ses copains Justin et Philippe. Karine reçoit une invitation inattendue. Mais survient un événement tragique.]
17. La Grande Absente [Sandra s'inquiète pour le spectacle des finissants. Les gars du band se demandent s'ils vont y présenter quelque chose Karine est encore à l'hôpital s'en tirera-t-elle? Ses amis lui préparent une bande vidéo dans laquelle tous lui adressent des messages. Philippe a été refusé au Cégep il le prend bien mal.]
18. Comme un Nuage [Karine sort de l'hôpital et Jonathan l'amène à l'école voir son monde. Mais elle a parfois le don d'exaspérer ses amis. Son père et sa mère vont-ils finir par s'expliquer ? Yvan déroute complètement Élise avec son projet de déménagement. Jonathan et Isabelle s'engageront-ils un peu plus ?]
19. À Titre D'ailes [La décision quant à la vente de leur maison ne sera pas facile à prendre pour les Daigneault. Humilié par Germain Claveau. David boycottera-t-ii la géographie? Antoine tente de l'aider au risque de s'attirer des ennuis.]
20. Rêves Éveillés [C'est la fièvre des derniers cours et des examens. Ça atteint même les profs. Les préparatifs du bal occupent les finissants. Karine ne veut plus y aller. Comment ses amis fêteront-il la fin de leur secondaire et sur quelles notes s'achèvera la série Zap.]

## Commentaires
Afin de cacher la grossesse de l'actrice Marie-Claude Lefebvre (Karine Fauteux) en 1994-1995 qui n'était pas prévue au scénario, son personnage a été victime d'un accident qui l'a forcée à se déplacer en chaise roulante.

## Récompenses
5 × Prix Gémaux
1. Prix Gémeaux 1994 - Meilleure émission ou série jeunesse dramatique[1]
2. Prix Gémeaux 1994 - Meilleure interprétation émission ou série jeunesse : Marie-Claude Lefebvre[1]
3. Prix Gémeaux 1995 - Meilleure émission ou série jeunesse dramatique
4. Prix Gémeaux 1995 - Meilleure réalisation émission ou série jeunesse : Régent Bourque, Yvon Trudel
5. Prix Gémeaux 1995 - Meilleur texte émission ou série jeunesse toutes catégories : Joanne Arseneau, Jean-Paul Le Bourhis, Francine Tougas